# Sobór Świętych Wiery, Nadziei i Lubowi oraz matki ich Zofii w Tarnopolu
 Sobór Świętych Wiery, Nadziei i Lubowi oraz matki ich Zofii – prawosławny sobór w Tarnopolu. Katedra eparchii tarnopolskiej Ukraińskiego Kościoła Prawosławnego Patriarchatu Moskiewskiego.
Sobór zbudowano w latach 1995–2006 według projektu Anatolija Wodopjana. Świątynia dwupoziomowa, w stylu staroruskim; architektonicznie nawiązuje do XII-wiecznych cerkwi Rusi Halickiej (z wyjątkiem kopuł, które mają kształt cebulek jak cerkwie moskiewskie).
W górnej cerkwi znajduje się marmurowy ikonostas.